# Epiblema hepaticana
Epiblema hepaticana es una especie de polilla del género Epiblema, familia Tortricidae.
Fue descrita científicamente por Treitschke en 1835.

## Distribución
Se encuentra en Austria.